# Chamaecrista flexuosa
Chamaecrista flexuosa är en ärtväxtart som först beskrevs av Carl von Linné, och fick sitt nu gällande namn av Edward Lee Greene. Chamaecrista flexuosa ingår i släktet Chamaecrista och familjen ärtväxter.

## Underarter
Arten delas in i följande underarter:
- C. f. flexuosa
- C. f. texana